# Naringi crenulata
Naringi crenulata är en vinruteväxtart som först beskrevs av William Roxburgh, och fick sitt nu gällande namn av D.H. Nicolson. Naringi crenulata ingår i släktet Naringi och familjen vinruteväxter. Inga underarter finns listade i Catalogue of Life.